# Neobruchidius tabidus
Neobruchidius tabidus là một loài bọ cánh cứng trong họ Bruchidae. Loài này được Erichson miêu tả khoa học năm 1874.